# Onze-Lieve-Vrouw Visitatiekerk (Budel-Schoot)
De Onze-Lieve-Vrouw Visitatiekerk was de parochiekerk van Budel-Schoot. Omdat er in Budel al een kerk met dezelfde naam was werd hij ook vaak Antonius van Paduakerk genoemd.
De kerk werd gebouwd in 1929 naar ontwerp van architect Joseph Franssen. De neogotische bakstenen kerk met zadeldak heeft zijkapellen, een verlaagd koor en een dakruiter als klokkentoren. De hoofdingang bevindt zich in een portaal onder lessenaarsdak.
Het bisdom besloot in 2012 tot sluiting van de kerk. In 2014 werden alle parochies in de gemeente Cranendonck samengevoegd tot een enkele parochie, gewijd aan de heilige Cornelius. De kerk bleef vooralsnog open, maar slechts eenmaal per maand werd er nog een mis opgedragen. Buitengebruikstelling volgde in 2022, het gebouw zal geschikt gemaakt worden voor bewoning.